# فيليبي تافاريس
فيليبي تافاريس (بالبرتغالية: Felipe Tavares‏) هو لاعب كرة قدم برازيلي، ولد في 24 فبراير 1994 في ساو باولو في البرازيل. لعب مع نادي غاما.

## وصلات خارجية
- فيليبي تافاريس على موقع رابطة كرة القدم اليابانية للمحترفين (اليابانية)
- فيليبي تافاريس على موقع قاعدة بيانات كرة القدم.إي يو (الإنجليزية)
- فيليبي تافاريس على موقع Soccerway.com (الإنجليزية)
- فيليبي تافاريس على موقع عالم كرة القدم.نت (الإنجليزية)